# 용산산성
용산산성(龍山山城)은 대한민국 경상북도 경산시 용성면에 있는 삼국시대의 산성이다. 1999년 12월 30일 경상북도의 기념물 제134호로 지정되었다.

## 개요
경상북도 경산시 용성면 해발 435m 용산의 정상 아래를 둘러싼 형태의 산성으로, 경사가 완만한 동·남쪽으로는 돌을 쌓았으며, 경사가 급한 서·북쪽으로는 돌과 흙을 이용하여 쌓았다.
지금 남아있는 성의 총 둘레는 1,481km이며, 성벽의 높이는 약 1.5∼2.5m이다. 동쪽의 성벽은 내외 2중 성벽의 형태를 취하였으며, 성안에는 잡석과 흙을 다져 뒤채움을 하였고, 회곽도로를 만들어 통행하였다. 경사가 아주 급한 서문터와 남문터 사이의 구간에는 계단을 만들어 성벽이 무너지는 것에 대비하였고, 북쪽 구간과 동·남쪽 구간에는 성의 안팎으로 성벽을 쌓았다.
4대문터 주위에는 문루 등의 건물이, 동남쪽의 모서리에는 장대 혹은 망루가 있었을 것으로 추정된다.
『삼국사기』에 김인문이 당나라로부터 돌아와서 군주로 임명되었고, 장산성의 축조를 감독하였다고 기록하고 있다. 여기에서의 ‘장산성’이 지금의 용산산성으로 파악되고 있으므로 이 성을 만든 연대가 삼국시대임을 알 수 있다.

## 참고 자료
- 용산산성 - 국가유산청 국가유산포털